# Loulucoris cinygmiscus
Loulucoris cinygmiscus är en insektsart som beskrevs av Asquith 1995. Loulucoris cinygmiscus ingår i släktet Loulucoris och familjen ängsskinnbaggar. Inga underarter finns listade i Catalogue of Life.